# Northeast Corridor
Northeast Corridor (NEC, Nordøstkorridoren) er en elektrificeret jernbanestrækning blandt andre ejet af Amtrak, som betjener "megapolisområdet" i det nordøstlige USA, fra Boston i nord, via New York City, til Washington D.C. i syd, med forgreninger til andre byer. Strækningen anvendes af togene Acela Express og Northeast Regional mellem New York City og Washington D.C., samt andre Amtrak-tog, pendlertog og godstog.
Strækningen, der for størstedelens vedkommende løber parallelt med motorvejen Interstate 95, er den travleste jernbanestrækning i USA målt på antal passagerer og antal tog. Acela, der kørte første gang i år 2000 og som er det eneste højhastighedstog i USA, kører op til 241 km/t på dele af strækningen, med en rejsetid på 2 timer og 48 minutter mellem New York City og Washington D.C.; på store dele af strækningen er hastigheden dog begrænset til 161 km/t. Der er udarbejdet en plan for et projekt til 117 milliarder dollar (i 2010-dollar), som kan reducere rejsetiden mellem New York City og Washington D.C. til 96 minutter og mellem Boston og New York City til 84 minutter.

## Beskrivelse
Northeast Corridor er primært en passagerstrækning, som drives i fællesskab af Amtrak og forskellige delstater. Amtrak ejer sporene mellem Washington D.C. og New Rochelle i delstaten New York, en nordøstlig forstad til New York City. Delstrækningen fra New Rochelle til New Haven ejes af delstaterne New York og Connecticut; Metro-North Railroads pendlertog kører på denne del af strækningen. Nord for New Haven er ejerskabet igen Amtraks, hvis spor løber fra grænsen mellem delstaterne Rhode Island og Massachusetts. Den sidste delstrækning fra grænsen mod nord til Boston er ejet af delstaten Massachusetts.
Northeast Corridor i 2006 ramt af flere meget omtalte strømafbrydelser, foruden andre infrastrukturproblemer.
Sporadiske strømafbrydelser forårsagede forsinkelser på op til fem timer for Amtrak- og pendlertog. Talsmænd kastede skylden på problemer med Amtraks bevillinger, som er årsag til at sporene og elforsyningen er dårligt vedligeholdt, da disse nogle steder er op til næsten hundrede år gamle.
Amtrak ejer Pennsylvania Station i New York, 30th Street Station i Philadelphia, Pennsylvania Station i Baltimore og Union Station i Washington D.C.
Der er elleve overskæringer på NEC, alle i den sydøstlige del af New London County i Connecticut, nord for New York. Bortset fra tre overskæringer i New London, som ligger tæt på stationen, har alle overskæringer dobbelte bomme i begge sider samt alarmer, der advarer Amtraks personale om køretøjer, det måtte være fanget mellem bommene.

## Historie

### Oprindelse
Den nuværende Northeast Corridor blev anlagt af forskellige virksomheder mellem 1830'erne og 1917. Strækningen var senere ejet af to selskaber: New York, New Haven and Hartford Railroad (NYNH&H) ejede delstrækningen fra Boston til New York (tidligere kendt som Boston & New Haven Main Line eller Shore Line), mens Pennsylvania Railroad (PRR) ejede delstrækningen fra New York til Washington D.C. (tidligere kendt som Philadelphia-to-Washington Main Line).
Strækningen fra Boston til New York:
Boston til Providence (Rhode Island): Boston and Providence Railroad, åbnede i 1835, delvist omlagt i 1847 og i 1899. Blev en del af Old Colony Railroad i 1888.
Providence til Stonington (Connecticut): New York, Providence and Boston Railroad, åbende i 1837. Delvist omlagt i 1848.
Stonington til New Haven (Connecticut): New Haven, New London and Stonington Railroad, åbnede i 1852-1889. Omlagt i New Haven i 1894.
New Haven til New Rochelle (New York): New York and New Haven Railroad, åbnede i 1849.
New Rochelle til Port Morris (New York): Harlem River and Port Chester Railroad, åbnede i 1873.
En kort strækning i New York City var ejet i fællesskab af New York, New Haven and Hartford Railroad og Pennsylvania Railroad:
Port Morris til Sunnyside Yard: New York Connecting Railroad, åbnede i 1917.
Strækningen fra New York City til Washington D.C.:
Sunnyside Yard til Manhattan Transfer: Pennsylvania Tunnel and Terminal Railroad, åbnede i 1910.
Manhattan Transfer til Trenton (New Jersey): United New Jersey Railroad and Canal Company, åbnede 1834-1839, 1841. Delvist omlagt i 1863 og 1870.
Trenton til Frankford Junction (Pennsylvania): Philadelphia and Trenton Railroad, åbnede i 1834. Delvist omlagt 1911.
Frankford Junction til Zoo Tower (Pennsylvania): Connecting Railway, åbnede i 1867.
Zoo Tower til Grays Ferry (Philadelphia, Pennsylvania): Junction Railroad, åbnede 1863-1866.
Grays Ferry til Bayview Yard (Maryland): Philadelphia, Wilmington and Baltimore Railroad, åbnede 1837-1838, 1866, 1906.
Bayview Yard til Baltimore Union Station (tunnel): Union Railroad, åbnede 1873.
Bayview Yard til Baltimore Union Station: Baltimore and Potomac Rail Road, åbnede 1872-1873.
Landover til Washington D.C.: Magruder Branch, åbnede 1907, 1905.

### Elektrificering 1905-1938

#### New York City
New York Central begyndte planlægningen af elektrificering mellem Grand Central Terminal og Mott Haven (Bronx) efter åbningen af verdens første elektrificerede jernbanestation i 1900, Gare d'Orsay i Paris (Frankrig). Elektricitet var allerede i brug på nogle af NYNH&H's sidebaner i interurbane sporvogne via strømskinne eller køreledning. Et yderligere incitament var en ulykke med 17 dræbte den 8. januar 1902, hvor dårlig sigtbarhed på grund af damplokomotivernes luftforurening, fik skylden. Offentlighedens ramaskrig medførte støtte til elektrificering på Manhattan.
Den første elektrificerede del af den fremtidige NEC, var Park Avenue Tunnel, som tilhørte New York and Harlem Railroad, en del af New York Central and Hudson River Railroad (NYC), frem til deres station Grand Central Terminal i New York City, som også blev anvendt af NYNH&H.
NYNH&H offentliggjorde i 1905, at de ville elektrificere deres hovedbane fra New York City til Stamford, Connecticut. Samtidig med opførelsen af den nye Grand Central Terminal-station, som genåbende i 1912, iværksatte den 11. december 1906 elektrificeringen af sine jernbaner, med den forstadsforbindelse med motorvogne til High Bridge på Hudson Line. Den 13. februar 1907 begyndte der at køre tog trukket af ellokomotiver til Grand Central Terminal, og den 1. juli samme år var alle NYC's passagertog til Grand Central Terminal elektrificeret. NYNH&H's elektrificering begyndte den 24. juli til New Rochelle, den 5. august til Port Chester og den 6. oktober 1907 resten af strækningen til Stamford. De sidste damplokomotiver til Grand Central Terminal kørte den 30. juni 1908, hvorefter alle NYNH&H's passagertog til Manhattan var elektrificerede. Den 22. juni 1914 blev NYNH&H's elektrificering udvidet til New Haven i Connecticut, som var slutpunktet for elektrificeringen i de følgende mere end 80 år.
Samtidig opførte PRR sin Pennsylvania Station og elektrificerede tilkørsler, betjent af PRR's linjer i New Jersey samt af Long Island Rail Road (LIRR). Elektrificeringen af LIRR begyndte i 1905 på Atlantic Branch fra Brooklyns centrum forbi Jamaica-stationen, og i juni 1910 på forgreningen til Long Island City, en del af hovedbanen til Penn Station. Penn Station åbnede den 8. september 1910 for LIRR-tog og den 27. november for PRR; begge selskabers tog anvendte strømskinne til fremdriften. PRR-togene skiftede lokomotiv (mellem elektrisk og damp) ved Manhattan Transfer; passagererne kunne også skifte til H&M-tog til Manhattans centrum.
Den 29. juli 1911 begyndte NYNH&H's elektriske tog at køre på deres Harlem River Branch, en forstadsforgrening, som blev en hovedbane med fuldførelsen af New York Connecting Railroad og dens Hell Gate Bridge. Broen åbnede den 1. april 1917, men blev betjent af damplokomotiver med udskiftning på Sunnyside Yard øst for Penn Station indtil 1918.
Elektrificeringen af delen nord for New Haven til Providence og Boston var planlagt af NYNH&H, og blev godkendt af selskabets bestyrelse kort før USA gik ind i første verdenskrig. Planen blev ikke gennemført på grund af krigen og selskabets økonomiske situation.

#### New York City til Washington D.C.
I 1905 offentliggjorde Pennsylvania Railroad (PRR), at de ville elektrificere deres forstadsjernbaner ved Philadelphia; som med tiden blev forlænget hele vejen mellem New York City og Washington D.C. Elektriske tog begyndte at køre den 11. september 1915 med motorvognstogsæt til Paoli på PRR Main Line (nu Keystone Corridor). Elektriske tog til Chestnut Hill (nu Chestnut Hill West Line), herunder en del af NEC, begyndte at køre den 30. marts 1918. Lokale elektriske tog til Wilmington, Delaware på NEC begyndte at køre den 30. september 1928, og i den anden retning til Trenton, New Jersey den 29. juni 1930.
Det første elektriske tog mellem Exchange Place, Jersey City-stationen og New Brunswick, New Jersey kørte den 8. december 1932, samtidig blev udvidelsen af Penn Stations elektriske dækning fra Manhattan Transfer taget i brug. Den 16. januar 1933 åbnede resten af den elektrificerede strækning mellem New Brunswick og Trenton, hvorved hele intercitystrækningen mellem New York City og Philadelphia, videre til Wilmington, var blevet elektrificeret. Elektriske tog, der blev videreført til Washington D.C., begyndte at køre til Wilmington den 12. februar, med lokomotivskiftet flyttet fra Manhattan Transfer til Wilmington. Det samme skete fra den 9. april for alle tog mod vest fra Philadelphia, hvor skiftet nu fandt sted i Paoli.
I 1933 gik elektrificeringen syd for Wilmington i stå på grund af depressionen, men det lykkedes PRR at få et lån fra den føderale regeringer, så arbejdet kunne genoptages året efter. Tunnellerne i Baltimore blev genopbygget og elektriske tog mellem New York City og Washington D.C. begyndte at køre den 10. februar 1935. Den 7. april var elektrificeringen af alle passagertog mellem New York City og Washington D.C. fuldført, med 639 daglige togafgange, heraf 191 lokomotivtrukne mens de resterende 448 var motorvognstog. Elektriske godstog mellem New York City og Washington D.C. begyndte at køre den 20. maj, ved fuldførelsen af elektrificeringen af godsbaner i New Jersey og Washington D.C.. Elektrificeringsforlængelser til Potomac Yard over Potomac River fra Washington D.C., foruden flere godssidebaner undervejs, blev afsluttet i 1937 og 1938. Elektrificeringen af Potomac Yard forblev intakt indtil 1981.

### Reorganisering, konkurs og Amtrak
Toget UAC Turbotrain satte hastighedsrekord for et produktionstog med 274,8 km/t på Northeast Corridor mellem New Brunswick og Trenton i New Jersey, i december 1967, kort før Pennsylvania Railroad i 1969 blev slået sammen med sin tidligere rival, New York Central Railroad under navnet Penn Central Transportation. Det nye selskab opslugte NYNH&H i 1969, hvorved hele strækningen mellem Washington D.C. og Boston var under ét selskabs kontrol.
På trods af at New York Connecting Railroad og Hell Gate Bridge var forbundet, blev de administreret næsten uafhængigt af hinanden indtil sammenlægningen af PRR og NYNH&H og sidenhed etableringen i af Amtrak i 1971. Den 21. september 1970 blev alle tog mellem New York City og Boston, bortset fra Turboservice, sendt ad nye ruter til Penn Station fra Grand Central Terminal. Den 1. februar 1971 blev Turboservice flyttet.
Amtrak overtog intercitytogene i USA den 1. maj 1971. Kort efter begyndte selskabet at køre tog gennem New York City, delvist på grund af dårlig vedligeholdelse af Sunnyside Yard.
Delstaten New York købte, og delstaten Connecticut lejede, deres dele af New Haven Line, mellem Woodlawn, New York og New Haven (Connecticut), af Penn Central Transportation i januar 1971, og fik Metropolitan Transportation Authority som operatør. Samme måned købte delstaten Massachusetts Attleboro/Stoughton Line i Massachusetts, som fik Massachusetts Bay Transportation Authority som operatør.
Loven Regional Rail Reorganization Act fra 1973, gjorde det muligt for Amtrak at købe den resterende del af nordøstkorridorens spor. Overtagelsen fandt sted i april 1976 med dannelsen af Conrail, bortset fra delen mellem New Haven og Rhode Island/Massachusetts-statsgrænsen, som blev solgt til Providence and Worcester Railroad; disse rettigheder forblev. I 1999 blev Conrail opsplittet i Norfolk Southern Railway i syd og CSX Transportation i nord.
Formålet med den føderale regerings dannelse af Conrail i 1976, var at overtage det konkursramte Penn Central Transportation. De dele af jernbanestrækningen, som ikke allerede var solgt til delstaters transportmyndigheder, blev solgt til Amtrak. På det tidspunkt var Amtraks køb af Northeast Corridor kontroversielt, og Department of Transportation blokerede for købet og tilbageholdt midlerne i flere måneder, indtil Amtrak fik tildelt kontrollen over rekonstruktionen af transportkorridoren.
En plan for Conrail, forberedt i februar 1975, foreslog at al godstrafik på Shore Line (NEC) mellem Groton, Connecticut og Hills Grove, Rhode Island skulle indstilles. I marts 1975 offentliggjorde United States Railway Association, at den havde genovervejet den pågældende del af strækningen og ville beholde den i drift. Amtrak administrerer og vedligeholder nu strækningen i Massachusetts, mens strækningen fra New Haven til New Rochelle (New York) administreres af Metro-North Railroad.

### Northeast Corridor Improvement Project 1976-1980
I 1976 autoriserede Kongressen Northeast Corridor Improvement Project (NECIP), som iværksatte et større vedligeholdelses- og forbedringsarbejde på strækningen mellem Washington D.C. og Boston. Projektet indeholdt sikkerhedsforbedringer, modernisering af signalsystemet ved General Railway Signal og nye Centralized Electrification and Traffic Control-kontrolcentre (CETC) ved Chrysler i Philadelphia, New York City og Boston. Dermed blev det muligt for togene, at køre hurtigere og tættere på hinanden, desuden var det et første skridt på vejen med højhastighedstog. NECIP introducerede også AEM-7-lokomotivet, som nedsatte rejsetiden mellem byerne, og det blev det mest succesrige lokomotiv i trafikkorridoren. NECIP havde mål for rejsetiden på 2½ time mellem Washington D.C. og New York City, og tre timer mellem Boston og New York City. Målene blev ikke opfyldt på grund af manglende bevillinger fra Ronald Reagans regering og Kongressen i 1980'erne.
Et projekt til elektrificering mellem New Haven og Boston var medtaget i en lov underskrevet af præsident Gerald Ford i 1976, men det gik i stå efter 1980 på grund af modstand fra Ronald Reagans regering.
Siden midten af 1980'erne har alle jernbaneoverskæringer på strækningen mellem New York City og Washington D.C. været nedlagt, mens der stadig er elleve overskæringer tilbage i Connecticut.

### Højhastighedstog i 1990'erne
Højhastighedsforbedringsprogrammet Northeast High Speed Rail Improvement Program (NHRIP) blev gennemført i 1990'erne. Som forberedelse til de nyere Acela Express-tog, opgraderede Amtrak delstrækningerne nord for New York City; overskæringerne blev nedlagt og flere broer genopbygget, desuden blev nogle kurver ændret. Med påbegyndelse i 1996, blev elektrificeringen udvidet mod nord langs det 253 kilometer lange spor mellem New Haven og Boston, hvor de første eldrevne lokomotiver begyndte at køre den 31. januar 2000. Sveller af træ blev erstattet af betonsveller, og der blev lagt sammensvejsede skinner.
Acela Express begyndte at køre den 11. december 2000. Rejsetiden mellem Boston og New York City er omkring 3½ time, mens den er 2¾ time mellem New York City og Washington D.C.

## Fremtiden

### Gateway-projektet
I februar 2011 offentliggjorde Amtrak planer for Gateway-projektet mellem Penn Station i Newark og Penn Station i New York City, med det formål at fjerne en flaskehals mellem de to stationer.

### Manglende kapacitet ved Harold Interlocking
I maj 2011 blev der afsat 294,7 millioner dollar til at løse kapacitetsproblemer ved Harold Interlocking, USA's travleste krydsningsstation, som er en del af Sunnyside Yard. Arbejdet går ud på at anlægge særlige forbindelsesspor til New York Connecting Railroad, til brug af Amtrak-tog til og fra New England, så de undgår NJT- og LIRR-trafik.

Finansieringen af projektet kunne dog ikke gennemføres, da Repræsentanternes Hus i juli 2011 i en afstemning besluttede, at anvende midlerne til helt andre projekter

### Forøget hastighed mellem New York City og Philadelphia
I maj 2011 bevilgede den føderale regering 450 millioner dollar til at forøge tophastigheden på en 38,6 kilometer lang strækning i New Jersey (mellem New Brunswick og Trenton) fra 217 til 257 km/t. Strømforsyningen, signalerne og køreledningerne opgraderes for at forbedre regulariteten, forøge hastigheden og få plads til flere højhastighedstog. Midler til det og andre projekter, som blev offentliggjort på samme tid, havde Kongressen ikke "forpligtet" sig til og de kan i stedet blive anvendt til andre formål gennem et lovforslag vedtaget af Repræsentanternes Hus i juli 2011.

### Udskiftning af bro over Hutchinson River
Amtrak har bedt om 15 millioner dollar til miljøbelastningsundersøgelser samt indledende konstruktionsdesign, med henblik på at undersøge mulighederne for at erstatte en mere end hundrede år gammel, lav og flytbar bro vest for Pelham Bridge over Hutchinson River i Bronx i New York City. En ny bro skal muliggøre kørsel med flere tog og hastigheder på op til 177 km/t.

### Vision om højhastighedstog
I oktober 2010 offentliggjorde Amtrak en ambitionsmålsætning om at anlægge nye højhastighedsspor mellem Washington D.C. og Boston. Med en pris på omkring 117 milliarder dollar (i 2010-dollar), ville det give mulighed for hastigheder op til 354 km/t og reducere rejsetiden mellem New York City og Washington D.C., med et stop i Philadelphia, til 96 minutter, og en rejsetid fra Boston til New York City på 84 minutter. Den foreslåede linjeføring følger tæt den eksisterende Northeast Corridor syd for New York City, med en række ændringer i linjeføringen nord for byen, som skal undersøges nærmere. En mulighed er at lade banen løbe gennem det indre Connecticut, parallelt med motorvejene Interstate 684, 84 og 90 (via Danbury, Waterbury og Hartford); en anden mulighed er at følge den eksisterende strækning langs kysten (parallelt med Interstate 95); en tredje mulighed er via Long Island, hvilket vil kræve anlæggelse af en bro eller tunnel over/under Long Island Sound til Connecticut.

## Nuværende togtrafik

### Intercity- og regionaltog
Amtrak står for omkring 14 procent af alle rejser mellem byerne i Northeast Corridor og dens forgreninger. De øvrige rejser foretages i fly, bil eller bus.
Amtrak og andre operatører betjener stationer i Northeast Corridor med følgende intercity-/regionaltog:
- Acela Express – højhastighedstog mellem Boston og Washington D.C.
- Adirondack – mellem Montreal (Canada) og New York City.
- Atlantic City Express Service (New Jersey Transit) – mellem New York City og Atlantic City (New Jersey).
- Capitol Limited – mellem Chicago (Illinois) og Washington D.C.
- Cardinal – mellem Chicago og Washington D.C.
- Carolinian – mellem Charlotte, North Carolina og New York City.
- Crescent – mellem New Orleans, Louisiana og New York City.
- Empire Service – mellem Niagara Falls, New York/Albany og New York City.
- Ethan Allen Express – mellem Rutland og New York City.
- Keystone Service – regionaltog mellem Harrisburg/Philadelphia (Pennsylvania) og New York City.
- Lake Shore Limited – mellem Chicago (Illinois) og New York City/Boston.
- Maple Leaf – mellem Toronto (Canada) og New York City.
- New Haven-Springfield Shuttle – mellem New Haven og Springfield (begge i Massachusetts).
- Northeast Regional – regionaltog mellem Boston/Springfield (Massachusetts) og Washington D.C. og videre til Richmond, Virginia/Newport News, Virginia eller Lynchburg, Virginia.
- Palmetto – mellem Savannah, Georgia og New York City.
- Pennsylvanian – mellem Pittsburgh (Pennsylvania) og New York City.
- Silver Meteor – mellem Miami (Florida) og New York City.
- Silver Star – mellem Miami (Florida) og New York City.
- Vermonter – mellem St. Albans, Vermont og Washington D.C.

### Pendlertog
Ud over Amtrak transporterer flere operatører pendlere i Northeast Corridor: MARC (Baltimore-Washington), MBTA (Boston), Metro-North Railroad (New York-Connecticut), New Jersey Transit, Long Island Rail Road, SEPTA (Philadelphia), Shore Line East (Connecticut).

### Godstransport
Flere transportselskaber kører godstog i Northeast Corridor. Syd for Philadelphia kører Norfolk Southern Railway, mens CSX Transportation kører fra New York City til New Haven og i Massachusetts. CSX kører også mellem Landover, Maryland og Bowie, Maryland. Providence and Worcester Railroad kører lokale godstog fra New Haven til Rhode Island og fra New Haven til New York City.

## Stationer
- Amtrak: AE=Acela Express, AD=Adirondack, CD=Cardinal, CL=Carolinian, CPL=Capitol Limited, CS=Crescent, EAE=Ethan Allen Express, ES=Empire Service, KS=Keystone, LS=Lake Shore Limited, ML=Maple Leaf, NR=Northeast Regional, PA=Pennsylvanian, PL=Palmetto, SM=Silver Meteor, SS=Silver Star, VT=Vermonter (bemærk at alle disse tog ikke nødvendigvis stopper ved alle angivne stationer).
- MARC (Maryland Area Regional Commuter): Penn Line.
- MBTA (Massachusetts Bay Transportation Authority): Providence/Stoughton Line, Franklin Line, Needham Line og/eller Framingham/Worcester Line.
- MNR (MTA Metro-North Railroad): New Haven Line, Danbury Branch, New Canaan Branch og/eller Waterbury Branch.
- NJT (New Jersey Transit): Atlantic City Express Service, Atlantic City Line, Montclair-Boonton Line, Morristown Line, Gladstone Branch, North Jersey Coast Line og/eller Northeast Corridor Line.
- LIRR (Long Island Rail Road): City Terminal Zone-delen af Main Line til Penn Station.
- SEPTA (Southeastern Pennsylvania Transportation Authority): Regional Rail Airport Line, Wilmington/Newark Line, Media/Elwyn Line, Trenton Line og/eller Chestnut Hill West Line.
- SLE (Shore Line East).

| Stat | Km        | By                                                           | Station                                                      | Amtrak                                                       | Andet                                                        | Andet                                                        | Forbindelser |                                         |
| ---- | --------- | ------------------------------------------------------------ | ------------------------------------------------------------ | ------------------------------------------------------------ | ------------------------------------------------------------ | ------------------------------------------------------------ | --- | --------------------------------------- |
| MA   | 368,0     | Boston                                                       | South Station                                                | AE NR LS                                                     | MBTA                                                         |                                                              | MBTA Red Line, Old Colony Lines, Greenbush Line, Framingham/Worcester Line, Fairmount Line.                                                                                                   |                                         |
| MA   | 366,3     | Boston                                                       | Back Bay Station                                             | AE NR LS                                                     | MBTA                                                         |                                                              | MBTA Orange Line; delt med Framingham/Worcester Line. |                                         |
| MA   | 364,5     | Boston                                                       | Ruggles                                                      |                                                              | MBTA                                                         |                                                              | Orange Line. |                                         |
| MA   | 360,0     | Boston                                                       | Forest Hills                                                 |                                                              | MBTA                                                         |                                                              | Orange Line; delt med Needham Line. |                                         |
| MA   | 355.0     | Boston                                                       | Hyde Park                                                    |                                                              | MBTA                                                         |                                                              | Orange Line. |                                         |
| MA   | 352.8     | Boston                                                       | Readville                                                    |                                                              | MBTA                                                         |                                                              | Fairmont Line; delt med Franklin Line. Northeast Corridor-perroner anvendes kun i nødstilfælde.                                                                                               |                                         |
| MA   | 349,7     | Westwood                                                     | Route 128                                                    | AE NR                                                        | MBTA                                                         |                                                              | Park and ride-anlæg. |                                         |
| MA   | 344,0     | Canton                                                       | Canton Junction                                              |                                                              | MBTA                                                         |                                                              | Delt med Stoughton Branch. |                                         |
| MA   | 339,2     | Sharon                                                       | Sharon                                                       |                                                              | MBTA                                                         |                                                              | |                                         |
| MA   | 328,3     | Mansfield                                                    | Mansfield                                                    |                                                              | MBTA                                                         |                                                              | |                                         |
| MA   | 316,9     | Attleboro                                                    | Attleboro                                                    |                                                              | MBTA                                                         |                                                              | |                                         |
| MA   | 308,8     | Attleboro                                                    | South Attleboro                                              |                                                              | MBTA                                                         |                                                              | |                                         |
|      | 307,0     | Statsgrænsen Massachusetts/Rhode Island                      | Statsgrænsen Massachusetts/Rhode Island                      | Statsgrænsen Massachusetts/Rhode Island                      | Statsgrænsen Massachusetts/Rhode Island                      | Statsgrænsen Massachusetts/Rhode Island                      | Statsgrænsen Massachusetts/Rhode Island | Statsgrænsen Massachusetts/Rhode Island |
| RI   | 297,9     | Providence                                                   | Providence                                                   | AE NR                                                        | MBTA                                                         |                                                              | |                                         |
| RI   | 285,3     | Warwick                                                      | T. F. Green Airport                                          |                                                              | MBTA                                                         |                                                              | |                                         |
| RI   | 264,3     | Wickford                                                     | Wickford Junction                                            |                                                              | MBTA                                                         |                                                              | Endnu ikke åbnet |                                         |
| RI   | 254.4     | West Kingston                                                | Kingston                                                     | NR                                                           |                                                              |                                                              | |                                         |
| RI   | 227,4     | Westerly                                                     | Westerly                                                     | NR                                                           |                                                              |                                                              | |                                         |
|      | 227,1     | Statsgrænsen Rhode Island/Connecticut                        | Statsgrænsen Rhode Island/Connecticut                        | Statsgrænsen Rhode Island/Connecticut                        | Statsgrænsen Rhode Island/Connecticut                        | Statsgrænsen Rhode Island/Connecticut                        | Statsgrænsen Rhode Island/Connecticut |                                         |
| CT   | 212,9     | Stonington                                                   | Mystic                                                       | NR                                                           |                                                              |                                                              | |                                         |
| CT   | 197,8     | New London                                                   | New London                                                   | AE NR                                                        |                                                              | SLE                                                          | |                                         |
| CT   | 169,1     | Old Saybrook                                                 | Old Saybrook                                                 | NR                                                           |                                                              | SLE                                                          | |                                         |
| CT   | 162,9     | Westbrook                                                    | Westbrook                                                    |                                                              |                                                              | SLE                                                          | |                                         |
| CT   | 155,8     | Clinton                                                      | Clinton                                                      |                                                              |                                                              | SLE                                                          | |                                         |
| CT   | 149,8     | Madison                                                      | Madison                                                      |                                                              |                                                              | SLE                                                          | |                                         |
| CT   | 142,9     | Guilford                                                     | Guilford                                                     |                                                              |                                                              | SLE                                                          | |                                         |
| CT   | 131,0     | Branford                                                     | Branford                                                     |                                                              |                                                              | SLE                                                          | |                                         |
| CT   | 117,3     | Grænsen mellem Metro-North Railroad og Amtraks driftsområder | Grænsen mellem Metro-North Railroad og Amtraks driftsområder | Grænsen mellem Metro-North Railroad og Amtraks driftsområder | Grænsen mellem Metro-North Railroad og Amtraks driftsområder | Grænsen mellem Metro-North Railroad og Amtraks driftsområder | Grænsen mellem Metro-North Railroad og Amtraks driftsområder |                                         |
| CT   | 117,0     | New Haven                                                    | State Street Station                                         |                                                              | MNR                                                          | SLE                                                          | |                                         |
| CT   | 116,4     | New Haven                                                    | Union Station                                                | AE NR VT                                                     | MNR                                                          | SLE                                                          | Amtrak Shuttle. |                                         |
| CT   |           | West Haven                                                   | West Haven                                                   |                                                              | MNR                                                          |                                                              | Endnu ikke åbnet |                                         |
| CT   | 101,9     | Milford                                                      | Milford                                                      |                                                              | MNR                                                          |                                                              | |                                         |
| CT   | 95,0      | Stratford                                                    | Stratford                                                    |                                                              | MNR                                                          |                                                              | MNRR Waterbury Branch. |                                         |
| CT   | 89,2      | Bridgeport                                                   | Bridgeport                                                   | NR VT                                                        | MNR                                                          | SLE                                                          | |                                         |
| CT   |           | Fairfield                                                    | Fairfield Metro Center                                       |                                                              | MNR                                                          |                                                              | Endnu ikke åbnet |                                         |
| CT   | 81,4      | Fairfield                                                    | Fairfield                                                    |                                                              | MNR                                                          |                                                              | |                                         |
| CT   | 78,7      | Fairfield                                                    | Southport                                                    |                                                              | MNR                                                          |                                                              | |                                         |
| CT   | 76,0      | Westport                                                     | Green's Farms                                                |                                                              | MNR                                                          |                                                              | |                                         |
| CT   | 71,1      | Westport                                                     | Westport                                                     |                                                              | MNR                                                          |                                                              | |                                         |
| CT   | 67,8      | Norwalk                                                      | East Norwalk                                                 |                                                              | MNR                                                          |                                                              | |                                         |
| CT   | 66,0      | Norwalk                                                      | South Norwalk                                                |                                                              | MNR                                                          |                                                              | MNRR Danbury Branch. |                                         |
| CT   | 63,1      | Norwalk                                                      | Rowayton                                                     |                                                              | MNR                                                          |                                                              | |                                         |
| CT   | 60,7      | Darien                                                       | Darien                                                       |                                                              | MNR                                                          |                                                              | |                                         |
| CT   | 58,3      | Darien                                                       | Noroton Heights                                              |                                                              | MNR                                                          |                                                              | |                                         |
| CT   | 53,3      | Stamford                                                     | Stamford                                                     | AE NR VT                                                     | MNR                                                          | SLE                                                          | MNRR New Canaan Branch. |                                         |
| CT   | 50,4      | Greenwich                                                    | Old Greenwich                                                |                                                              | MNR                                                          |                                                              | |                                         |
| CT   | 48,8      | Greenwich                                                    | Riverside                                                    |                                                              | MNR                                                          |                                                              | |                                         |
| CT   | 47,6      | Greenwich                                                    | Cos Cob                                                      |                                                              | MNR                                                          |                                                              | |                                         |
| CT   | 45,2      | Greenwich                                                    | Greenwich                                                    |                                                              | MNR                                                          |                                                              | |                                         |
|      | 42,0      | Statsgrænsen Connecticut/New York                            | Statsgrænsen Connecticut/New York                            | Statsgrænsen Connecticut/New York                            | Statsgrænsen Connecticut/New York                            | Statsgrænsen Connecticut/New York                            | Statsgrænsen Connecticut/New York |                                         |
| NY   | 41,4      | Port Chester                                                 | Port Chester                                                 |                                                              | MNR                                                          |                                                              | |                                         |
| NY   | 38,8      | Rye                                                          | Rye                                                          |                                                              | MNR                                                          |                                                              | |                                         |
| NY   | 35,6      | Harrison                                                     | Harrison                                                     |                                                              | MNR                                                          |                                                              | |                                         |
| NY   | 33,0      | Mamaroneck                                                   | Mamaroneck                                                   |                                                              | MNR                                                          |                                                              | |                                         |
| NY   | 30,1      | Larchmont                                                    | Larchmont                                                    |                                                              | MNR                                                          |                                                              | |                                         |
| NY   | 26,7      | New Rochelle                                                 | New Rochelle                                                 | NR                                                           | MNR                                                          |                                                              | Metro-North til Grand Central Terminal. |                                         |
| NY   | 0,0       | New York City                                                | Penn Station                                                 | AE AD CD CL CS EAE ES KS LS ML NR PA PL SM SS VT             | LIRR                                                         | NJT                                                          | NYCT: NYCS Eighth South-tog ved Eighth Avenue NYCS Broadway-Seventh South-tog ved Seventh Avenue LIRR-tog til Long Island.                                                                    |                                         |
|      | 1,9       | Statsgrænsen New York/New Jersey.                            | Statsgrænsen New York/New Jersey.                            | Statsgrænsen New York/New Jersey.                            | Statsgrænsen New York/New Jersey.                            | Statsgrænsen New York/New Jersey.                            | Statsgrænsen New York/New Jersey. |                                         |
| NJ   | 8,0       | Secaucus                                                     | Secaucus Junction                                            |                                                              |                                                              | NJT                                                          | NJT til Hoboken og det nordlige New Jersey. |                                         |
| NJ   | 9,7       | Secaucus/Harrison                                            | Portal Bridge                                                |                                                              |                                                              | NJT                                                          | Aktiv, flytbar bro over Hackensack River. |                                         |
| NJ   | 11,7      | Harrison                                                     | Swift                                                        |                                                              |                                                              | NJT                                                          | Krydsningsstation med NJT Kearny Connection til NJT Morris & Essex Line til Dover, Hackettstown & Gladstone og Montclair-Boonton Line til Montclair Heights, Dover og Hackettstown.           |                                         |
| NJ   | 13,7      | Harrison                                                     | Hudson                                                       |                                                              |                                                              | NJT                                                          | Manhattan Transfers tidligere beliggenhed; nuværende krydsningsstation mellem NJT Waterfront Connection og AMT NEC Penn Main Line.                                                            |                                         |
| NJ   | 14,2      | Harrison                                                     | Hudson Yard                                                  |                                                              |                                                              | NJT                                                          | Amtrak/NJT Yard. |                                         |
| NJ   | 15,8      | Newark                                                       | Dock                                                         |                                                              |                                                              |                                                              | Aktiv, flytbar bro over Passaic River. |                                         |
| NJ   | 16,1      | Newark                                                       | Penn Station                                                 | AE CD CL CS KS NR PA PL SM SS VT                             |                                                              | NJT                                                          | Newark City Subway, PATH. |                                         |
| NJ   | 17,9      | Newark                                                       | Cliff                                                        |                                                              |                                                              |                                                              | Fhv. Newark (South Street) Station; består af to transversaler, som der ikke var plads til ved Hunter.                                                                                        |                                         |
| NJ   | 18,8      | Newark                                                       | Hunter                                                       |                                                              |                                                              |                                                              | Krydsningstation for NJT Raritan Valley Line til High Bridge og Raritan; Conrail Lehigh Line.                                                                                                 |                                         |
| NJ   | 20,3      | Newark                                                       | Newark Airport                                               | KS NR                                                        |                                                              | NJT                                                          | AirTrain. |                                         |
| NJ   | 21,8      | Newark                                                       | Lane                                                         |                                                              |                                                              |                                                              | Krydsningsstation for Conrail Greenville og Passaic & Harsimus Branches. |                                         |
| NJ   | 23,2      | Elizabeth                                                    | North Elizabeth                                              |                                                              |                                                              | NJT                                                          | |                                         |
| NJ   | 24,8      | Elizabeth                                                    | Elizabeth (Broad Street)                                     |                                                              |                                                              | NJT                                                          | |                                         |
| NJ   | 25,7      | Elizabeth                                                    | Elmora                                                       |                                                              |                                                              |                                                              | Sikringsanlæg. |                                         |
| NJ   | 25,9      | Elizabeth                                                    | South Elizabeth                                              |                                                              |                                                              |                                                              | Lukket passagerstation. |                                         |
| NJ   | 29,9      | Linden                                                       | Linden                                                       |                                                              |                                                              | NJT                                                          | |                                         |
| NJ   | 32,3      | Rahway                                                       | North Rahway                                                 |                                                              |                                                              | NJT                                                          | Lukket passagerstation. |                                         |
| NJ   | 33,3      | Rahway                                                       | Rahway                                                       |                                                              |                                                              | NJT                                                          | |                                         |
| NJ   | 33,8      | Rahway                                                       | Union                                                        |                                                              |                                                              |                                                              | Krydsningsstation med NJT North Jersey Coast Line til Bay Head. |                                         |
| NJ   | 36,7      | Woodbridge                                                   | Colonia                                                      |                                                              |                                                              |                                                              | Lukket passagerstation. |                                         |
| NJ   | 38,6      | Woodbridge                                                   | Iselin                                                       |                                                              |                                                              |                                                              | Lukket passagerstation. |                                         |
| NJ   | 39,6      | Woodbridge                                                   | Metropark                                                    | AE KS NR VT                                                  |                                                              | NJT                                                          | Park and ride-anlæg. |                                         |
| NJ   | 43,6      | Metuchen                                                     | Metuchen                                                     |                                                              |                                                              | NJT                                                          | |                                         |
| NJ   | 43,9      | Metuchen                                                     | Lincoln                                                      |                                                              |                                                              |                                                              | Sikringsanlæg. |                                         |
| NJ   | 48,8      | Edison                                                       | Edison                                                       |                                                              |                                                              | NJT                                                          | |                                         |
| NJ   | 52,6      | New Brunswick                                                | New Brunswick                                                | KS NR                                                        |                                                              | NJT                                                          | |                                         |
| NJ   | 55,0      | New Brunswick                                                | County                                                       |                                                              |                                                              |                                                              | Junction Conrail Millstone Running Track. |                                         |
| NJ   | 55,4      | North Brunswick                                              | Jersey Avenue                                                |                                                              |                                                              | NJT                                                          | Park and ride-anlæg. |                                         |
| NJ   | 59,2      | North Brunswick                                              | Adams                                                        |                                                              |                                                              |                                                              | Lukket passagerstation. |                                         |
| NJ   | 64,2      | South Brunswick                                              | Deans                                                        |                                                              |                                                              |                                                              | Lukket passagerstation. |                                         |
| NJ   | 68,2      | South Brunswick                                              | Monmouth Junction                                            |                                                              |                                                              |                                                              | Lukket passagerstation. |                                         |
| NJ   | 68,6      | South Brunswick                                              | Midway                                                       |                                                              |                                                              |                                                              | Sikringsanlæg; krydsningsstation med Conrail Jamesburg Branch. |                                         |
| NJ   | 77,7      | Princeton Junction                                           | Nassau                                                       |                                                              |                                                              |                                                              | Krydsningsstation med NJT Princeton Branch. |                                         |
| NJ   | 77,9      | Princeton Junction                                           | Princeton Junction                                           | KS NR                                                        |                                                              | NJT                                                          | NJT Princeton Branch til Princeton. |                                         |
| NJ   | -         | Hamilton Township (Mercer County)                            | Division Post New Jersey/Philadelphia Divisions              |                                                              |                                                              |                                                              | |                                         |
| NJ   | 87,5      | Hamilton Township (Mercer County)                            | Hamilton                                                     |                                                              |                                                              | NJT                                                          | |                                         |
| NJ   | 89,8      | Hamilton Township (Mercer County)                            | Millham                                                      |                                                              |                                                              |                                                              | Lukket sikringsanlæg. |                                         |
| NJ   | 93,0      | Trenton                                                      | Fair                                                         |                                                              |                                                              |                                                              | Krydsningstation til det sekundære Belvedere-Delaware-spor. Tidligere krydsningsstation til det sekundære Bordentown-spor. Nuværende Amtrak Division Post New York og Philadelphia Divisions. |                                         |
| NJ   | 93,5      | Trenton                                                      | Trenton                                                      | AE CD CL CS KS NR PA SM SS VT                                | SEPTA                                                        | NJT                                                          | NJT River Line til Camden. |                                         |
|      | 95,3      | Statsgrænsen New Jersey/Pennsylvania                         | Statsgrænsen New Jersey/Pennsylvania                         | Statsgrænsen New Jersey/Pennsylvania                         | Statsgrænsen New Jersey/Pennsylvania                         | Statsgrænsen New Jersey/Pennsylvania                         | Statsgrænsen New Jersey/Pennsylvania |                                         |
| PA   | 95,9      | Morrisville                                                  | Morrisville                                                  |                                                              |                                                              |                                                              | Lukket passagerstation. |                                         |
| PA   | 96,1      | Morrisville                                                  | Morris                                                       |                                                              |                                                              |                                                              | Krydsningsstation til Norfolk Southern Trenton Cut-off og Morrisville Yard. |                                         |
| PA   | 104,1     | Tullytown                                                    | Levittown                                                    |                                                              | SEPTA                                                        |                                                              | |                                         |
| PA   | 109,1     | Bristol                                                      | Bristol                                                      |                                                              | SEPTA                                                        |                                                              | |                                         |
| PA   | 113,8     | Bristol Township                                             | Croydon                                                      |                                                              | SEPTA                                                        |                                                              | |                                         |
| PA   | 116,5     | Bensalem                                                     | Eddington                                                    |                                                              | SEPTA                                                        |                                                              | |                                         |
| PA   | 118,6     | Cornwells Heights                                            | Cornwells Heights                                            | KS NR                                                        | SEPTA                                                        |                                                              | |                                         |
| PA   | 121,8     | Philadelphia                                                 | Torresdale                                                   |                                                              | SEPTA                                                        |                                                              | |                                         |
| PA   | 126,0     | Philadelphia                                                 | Holmesburg Junction                                          |                                                              | SEPTA                                                        |                                                              | |                                         |
| PA   | 127,6     | Philadelphia                                                 | Tacony                                                       |                                                              | SEPTA                                                        |                                                              | |                                         |
| PA   | 130,7     | Philadelphia                                                 | Bridesburg                                                   |                                                              | SEPTA                                                        |                                                              | |                                         |
| PA   | 133,3     | Philadelphia                                                 | Frankford Junction                                           |                                                              |                                                              |                                                              | Lukket station; krydsningsstation med Atlantic City Express Service og Atlantic City Line til Atlantic City.                                                                                  |                                         |
| PA   | 138,4     | Philadelphia                                                 | North Philadelphia                                           | KS NR                                                        | SEPTA                                                        |                                                              | |                                         |
| PA   | 143,2 0   | Philadelphia                                                 | ZOO Interlocking                                             |                                                              |                                                              |                                                              | Delt med Keystone Corridor. |                                         |
| PA   | 2,4       | Philadelphia                                                 | 30th Street Station                                          | AE CD CL CS KS NR PA PL SM SS VT                             | SEPTA                                                        | NJT                                                          | New Jersey Transits Atlantic City Line, alle SEPTA-pendlertoglinjer. |                                         |
| PA   | 2,9       | Philadelphia                                                 | University City                                              |                                                              | SEPTA                                                        |                                                              | SEPTA til Philadelphia International Airport, Elwyn, og Delaware. |                                         |
| PA   | 9,8       | Darby                                                        | Darby                                                        |                                                              | SEPTA                                                        |                                                              | |                                         |
| PA   | 10,5      | Sharon Hill                                                  | Curtis Park                                                  |                                                              | SEPTA                                                        |                                                              | |                                         |
| PA   | 11,6      | Sharon Hill                                                  | Sharon Hill                                                  |                                                              | SEPTA                                                        |                                                              | |                                         |
| PA   | 12,4      | Folcroft                                                     | Folcroft                                                     |                                                              | SEPTA                                                        |                                                              | |                                         |
| PA   | 13,4      | Glenolden                                                    | Glenolden                                                    |                                                              | SEPTA                                                        |                                                              | |                                         |
| PA   | 14,5      | Norwood                                                      | Norwood                                                      |                                                              | SEPTA                                                        |                                                              | |                                         |
| PA   | 15,6      | Prospect Park                                                | Prospect Park                                                |                                                              | SEPTA                                                        |                                                              | |                                         |
| PA   | 16,7      | Ridley Park                                                  | Ridley Park                                                  |                                                              | SEPTA                                                        |                                                              | |                                         |
| PA   | 17,9      | Ridley Park                                                  | Crum Lynne                                                   |                                                              | SEPTA                                                        |                                                              | |                                         |
| PA   | 19,8      | Eddystone                                                    | Eddystone                                                    |                                                              | SEPTA                                                        |                                                              | |                                         |
| PA   | 21,6      | Chester                                                      | Chester Transportation Center                                |                                                              | SEPTA                                                        |                                                              | |                                         |
| PA   |           | Chester                                                      | Lamokin Street Station                                       |                                                              | SEPTA                                                        |                                                              | Ubetjent station med stopknap, lukket i 2003 |                                         |
| PA   | 24,9      | Chester                                                      | Highland Avenue Station                                      |                                                              | SEPTA                                                        |                                                              | |                                         |
| PA   | 26,9      | Marcus Hook                                                  | Marcus Hook                                                  |                                                              | SEPTA                                                        |                                                              | |                                         |
|      | 29,3      | Statsgrænsen Pennsylvania/Delaware                           | Statsgrænsen Pennsylvania/Delaware                           | Statsgrænsen Pennsylvania/Delaware                           | Statsgrænsen Pennsylvania/Delaware                           | Statsgrænsen Pennsylvania/Delaware                           | Statsgrænsen Pennsylvania/Delaware |                                         |
| DE   | 31,5      | Claymont                                                     | Claymont                                                     |                                                              | SEPTA                                                        |                                                              | |                                         |
| DE   | 43,1      | Wilimington                                                  | Wilmington                                                   | AE CD CL CS NR PL SM SS VT                                   | SEPTA                                                        |                                                              | |                                         |
| DE   | 53,3      | Wilimington                                                  | Churchmans Crossing                                          |                                                              | SEPTA                                                        |                                                              | |                                         |
| DE   | 62,3      | Newark                                                       | Newark                                                       | NR                                                           | SEPTA                                                        |                                                              | |                                         |
|      | 66,8      | Statsgrænsen Delaware/Maryland                               | Statsgrænsen Delaware/Maryland                               | Statsgrænsen Delaware/Maryland                               | Statsgrænsen Delaware/Maryland                               | Statsgrænsen Delaware/Maryland                               | Statsgrænsen Delaware/Maryland |                                         |
| MD   | 95,8      | Perryville                                                   | Perryville                                                   |                                                              | MARC                                                         |                                                              | |                                         |
| MD   | 105,4     | Aberdeen                                                     | Aberdeen                                                     | NR                                                           | MARC                                                         |                                                              | |                                         |
| MD   | 120,9     | Edgewood                                                     | Edgewood                                                     |                                                              | MARC                                                         |                                                              | |                                         |
| MD   | 135,2     | Middle River                                                 | Martin State Airport                                         |                                                              | MARC                                                         |                                                              | |                                         |
| MD   | 154,0     | Baltimore                                                    | Penn Station                                                 | AE CD CL CS NR PL SM SS VT                                   | MARC                                                         | Maryland Transit Administration Light Rail.                  | |                                         |
| MD   | 158,5     | Baltimore                                                    | West Baltimore                                               |                                                              | MARC                                                         |                                                              | |                                         |
| MD   | 165,8     | Halethorpe                                                   | Halethorpe                                                   |                                                              | MARC                                                         |                                                              | |                                         |
| MD   | 171,1     | Linthicum                                                    | BWI Rail Station Airport                                     | AE NR VT                                                     | MARC                                                         |                                                              | |                                         |
| MD   | 182,8     | Odenton                                                      | Odenton                                                      |                                                              | MARC                                                         |                                                              | |                                         |
| MD   | 192,2     | Bowie                                                        | Bowie State                                                  |                                                              | MARC                                                         |                                                              | |                                         |
| MD   | 193,9     | Bowie                                                        | Bowie Interlocking                                           |                                                              |                                                              |                                                              | Sportrekant og forgrening med Pope's Creek Subdivision (CSX). |                                         |
| MD   | 200,7     | Seabrook                                                     | Seabrook                                                     |                                                              | MARC                                                         |                                                              | |                                         |
| MD   | 204,4     | New Carrollton                                               | New Carrollton                                               | NR VT                                                        | MARC                                                         |                                                              | Orange Line (Washington Metro), park and ride-anlæg. |                                         |
| MD   | 207,3     | Landover                                                     | Landover Interlocking                                        |                                                              |                                                              |                                                              | Krydsningsstation med CSX Landover Subdivision. |                                         |
|      | 217,8     | Statsgrænsen Maryland/District of Columbia                   | Statsgrænsen Maryland/District of Columbia                   | Statsgrænsen Maryland/District of Columbia                   | Statsgrænsen Maryland/District of Columbia                   | Statsgrænsen Maryland/District of Columbia                   | Statsgrænsen Maryland/District of Columbia |                                         |
| DC   | 216,6 1.1 | Washington                                                   | C Interlocking                                               |                                                              |                                                              |                                                              | Krydsningsstation med CSX Capital Subdivision og Metropolitan Subdivision. |                                         |
| DC   | 0.0       | Washington                                                   | Union Station                                                | AE CD CL CPL CS NR PL SM SS VT                               | MARC                                                         | VRE                                                          | VRE-pendlertog, Metro Red Line, Amtrak-tog til Virginia, Chicago, New Orleans, Miami, MARC-pendlertog.                                                                                        |                                         |